# Macroplaza

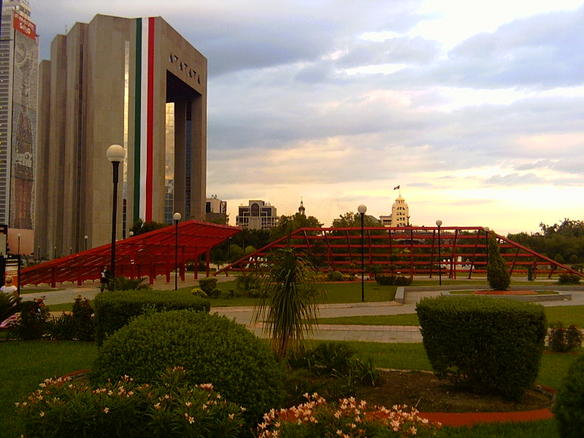
Scorcio di Macroplaza

La Macroplaza o Gran Plaza è una piazza della città di Monterrey in Messico. Con un'estensione di 40 ettari è la settima piazza più grande al mondo.

## Caratteristiche e storia
In questa piazza si coniugano aree verdi con gli antichi monumenti ed edifici coloniali che contrastano con le nuove costruzioni. Il monumento più importante è il faro del Commercio, alto 70 metri e dotato di un raggio laser sulla sommità che di notte illumina il cielo della città. 

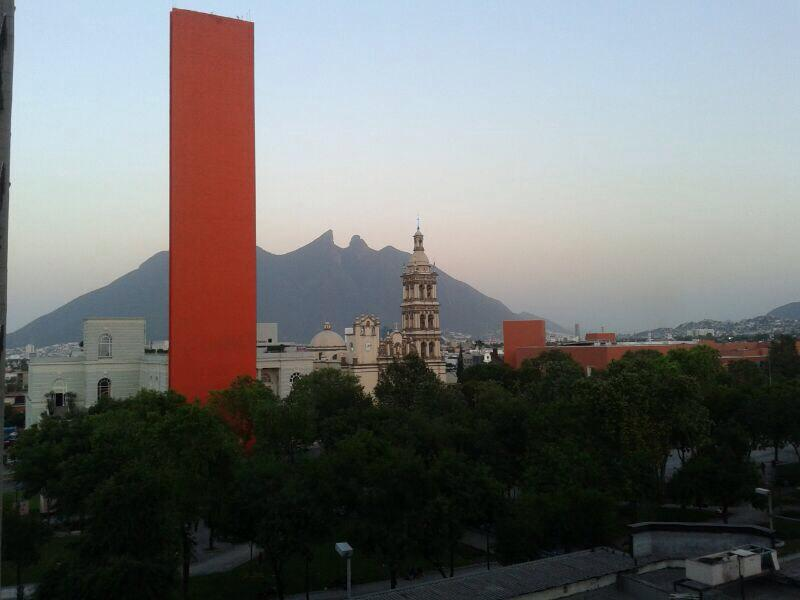
Vista del Faro del Comercio e della Cattedrale della Madonna di Monterrey

La Macroplaza fu costruita all'inizio degli anni ottanta durante il governo di Alfonso Martinez Dominguez. La costruzione della Macroplaza ha richiesto la demolizione di molte antiche costruzioni e di un famoso cinema.

## Monumenti e luoghi d'interesse
- Palacio de Gobierno, una costruzione di stile neoclassico dove hanno sede gli uffici comunali.
- Museo del  Palacio de  Gobierno
- Museo de Historia Mexicana
- Catedral Metropolitana de Monterrey
- Paseo del Rio Santa Lucia
- Explanada de los Héroes, una spianata di 19.400m², localizzata di fronte al palazzo di governo.
- Jardín Hundido, un giardino completamente sommerso si trova al centro della piazza, ospita numerosi monumenti e una fontana.
- Teatro de la Ciudad
- Biblioteca Fray Servando Teresa de Mier
- Museo di Arte Contemporanea di Monterrey
- Fuente de Neptuno
- Capilla de los Dulces Nombres
- Museo Metropolitano de Monterrey
- Plaza Zaragoza
- Faro del Comercio
- Homenaje al Sol, un monumento di Rufino Tamayo